# Kaitlyn Dever
Pour les articles homonymes, voir Dever.
Kaitlyn Dever (/ˈdiː.vɜɹ/) est une actrice américaine née le 21 décembre 1996 à Phoenix (Arizona).
Elle se fait connaitre grâce aux rôles de Gwen Thompson dans le téléfilm Les Malheurs de Chrissa (2009), de Loretta McCready dans Justified (2011-2015) et de Eve Baxter dans C'est moi le chef ! (2011-2021).
Par la suite, elle reçoit plusieurs éloges pour ses rôles dans les mini-séries dramatiques Unbelievable (2019) et Dopesick (2021). Elle forme également un duo avec Beanie Feldstein dans le film Booksmart (2019), première réalisation d'Olivia Wilde. En 2025, elle interprète Abby dans la série The Last of Us.

## Biographie
Elle naît à Phoenix en Arizona de Kathy et Tim Dever. 
C'est à l'âge de six ans, qu'elle manifeste son intérêt pour le théâtre. Elle demande alors à ses parents de l'envoyer dans une école de théâtre. Elle pratique également à de nombreux sports artistiques comme la gymnastique, le ballet et le patinage, jusqu'à ce qu'elle se concentre sur le théâtre. 
Sa famille déménage ensuite à Dallas, au Texas, où elle s'inscrit à l'Actors Dallas Jeune Studio à un programme de durée d'un mois. 
Avant que ne soient reconnus ses talents d'actrice, elle participe à un certain nombre de spots publicitaires, avant de déménager à Los Angeles pour véritablement démarrer sa carrière.

## Carrière

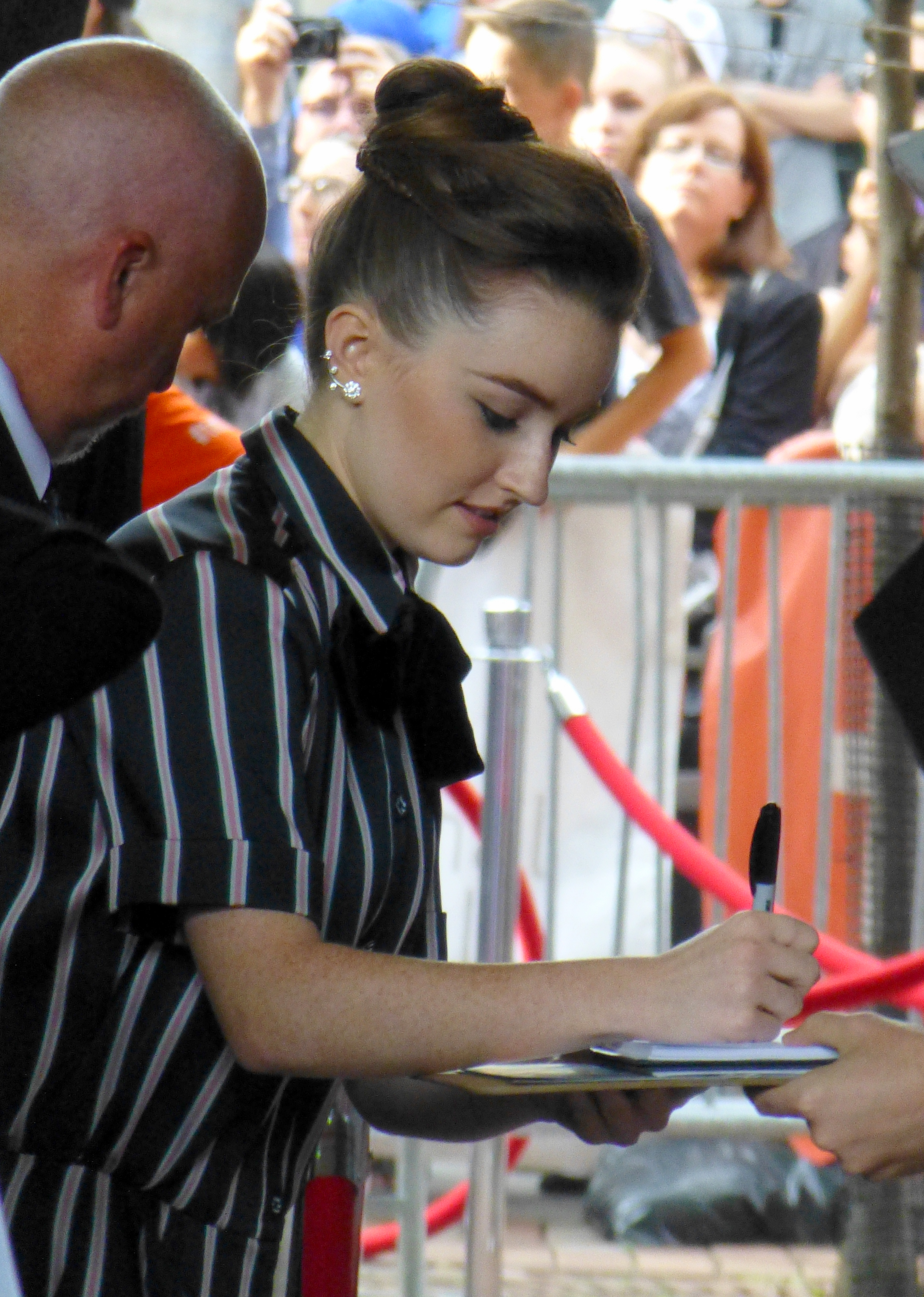
Kaitlyn Dever à l'avant première de Men, Women, and Children au Festival international du film de Toronto 2014.

Elle commence sa carrière d'actrice dans la publicité pour de célèbres marques comme McDonald's, Kellogg's ou encore Nintendo Wii.
Elle débute dans la télévision dans Championnes à tout prix et Modern Family.
En 2011, elle joue dans Bad Teacher de Jake Kasdan et dans J. Edgar de Clint Eastwood.
C'est son rôle d'Eve Baxter dans la série télévisée C'est moi le chef !, diffusée sur ABC de 2011 à 2017, qui la révèle au grand public.
Elle joue dans States of Grace et The Spectacular Now en 2013.
En 2014, elle joue le rôle de Misty dans le film Girls Only de Lynn Shelton. La même année elle joue dans Men, Women & Children de Jason Reitman, aux côtés d'Ansel Elgort. Elle est d'ailleurs nommée « Meilleure actrice de moins de vingt ans ».
En 2017, elle interprète le rôle de Karen dans le thriller Detroit de Kathryn Bigelow.
Denver est sélectionnée pour interpréter Abby, l'une des protagonistes du jeu vidéo à succès The Last of Us Part II, dans l'adaptation télévisuelle The Last of Us, diffusée en 2025. Sa participation intervient alors que l'actrice avait déjà approchée des années plus tôt par le studio Naughty Dog, lorsqu'il était question d'une adaptation en film, pour jouer le rôle principal d'Ellie. 

## Filmographie

### Cinéma
- 2011 : Bad Teacher de Jake Kasdan : Sasha Abernathy
- 2011 : J. Edgar de Clint Eastwood : la fille de Palmer
- 2013 : States of Grace de Destin Daniel Cretton : Jayden
- 2013 : The Spectacular Now de James Ponsoldt : Kristal
- 2014 : Men, Women & Children de Jason Reitman : Brandy Beltmeyer
- 2014 : Girls Only de Lynn Shelton : Misty
- 2017 : We Don't Belong Here (en) de Peer Pedersen : Lily Green
- 2017 : Grass Stains (en) de Kyle Wilamowski : Grace Turner
- 2017 : Detroit de Kathryn Bigelow : Karen
- 2017 : Outside In (en) de Lynn Shelton : Hildy
- 2018 : The Front Runner de Jason Reitman : Andrea Hart
- 2018 : My Beautiful Boy (Beautiful Boy) de Felix Van Groeningen : Lauren
- 2019 : Le Souffle du serpent (Them That Follow) de Britt Poulton et Dan Madison Savage : Dilly Picket
- 2019 : Booksmart de Olivia Wilde : Amy Antsler
- 2021 : Dear Evan Hansen de Stephen Chbosky : Zoe Murphy
- 2022 : Ticket to Paradise d'Ol Parker : Lily
- 2022 : Rosaline de Karen Maine : Rosaline
- 2023 : Traquée de Brian Duffield : Brynn
- 2025 : A House of Dynamite de Kathryn Bigelow

### Télévision

#### Séries télévisées
- 2009 : Championnes à tout prix : fille adorable (pilote)
- 2009 : Modern Family : Bianca (saison 1, épisode 9)
- 2010 : Private Practice : Paige (saison 3, épisode 14)
- 2010 : Party Down : Escapade Dunfree (saison 2, épisode 7)
- 2011 : Mentalist : Trina (saison 3, épisode 14)
- 2011 : Larry et son nombril : Kyra O'donnell (saison 8, épisode 1)
- 2011-2019 : C'est moi le chef ! : Eve Baxter (rôle principal, 137 épisodes)
- 2011-2015 : Justified : Loretta McCready (rôle récurrent, 17 épisodes)
- 2019 : Unbelievable : Marie Adler (mini-série, 8 épisodes)
- 2021 : Dopesick : Betsy Mallum
- 2025 : Apple Cider Vinegar : Belle Gibson
- 2025 : The Last of Us : Abby Anderson (saison 2)

#### Téléfilms
- 2009 : Les Malheurs de Chrissa de Martha Coolidge : Gwen Thompson
- 2011 : Cinema Verite de Shari Springer Berman et Robert Pulcini : Michelle Loud

### Jeu vidéo
- 2016 : Uncharted 4: A Thief's End : Cassie Drake (voix et capture de mouvement)
- 2024 : Open Roads : Tess (voix)

### Clip vidéo
- 2019 : Are You Bored Yet? de Wallows

## Distinction

### Nomination
- Golden Globes 2020 : Meilleure actrice dans une mini-série ou un téléfilm pour Unbelievable

- Golden Globes 2022 : Meilleure actrice dans un second rôle dans une série, une mini-série ou un téléfilm pour Dopesick

## Voix francophones
En version française, Kaitlyn Dever est dans un premier temps doublée par Adeline Chetail dans Les Malheurs de Chrissa. Par la suite, Leslie Lipkins devient sa voix la plus régulière, la doublant notamment dans Justified, C'est moi le chef !, Detroit, Outside In (en), The Front Runner ou encore Dopesick.
En parallèle, Clara Soares la double à deux reprises dans Unbelievable et L'Effet veuf (en). À titre exceptionnel, elle est doublée par Ludivine Maffren dans Men, Women and Children, Marie Gamory dans States of Grace, Ana Piévic dans My Beautiful Boy, Rebecca Benhamour dans The Premise, Zina Khakhoulia dans Rosaline, Emmylou Homs dans Apple Cider Vinegar et Camille Donda dans The Last of Us.